# Испанское имя
В большинстве случаев испанское имя состоит из составного личного имени и хотя бы двух фамилий. В официальных документах (паспорт, титул на собственность) используется полное имя, но в повседневном обороте почти всегда используются часть личного имени и лишь одна из фамилий. Неверное сокращение иберийских фамилий довольно часто приводит к недоразумениям в прессе и литературе на других языках.
При этом в испано- и португалоязычных регионах планеты существуют сходные правила построения имён, эти правила берут начало из ономастических традиций Испании и Португалии, известных под общим названием ибери́йское и́мя.

## Описание

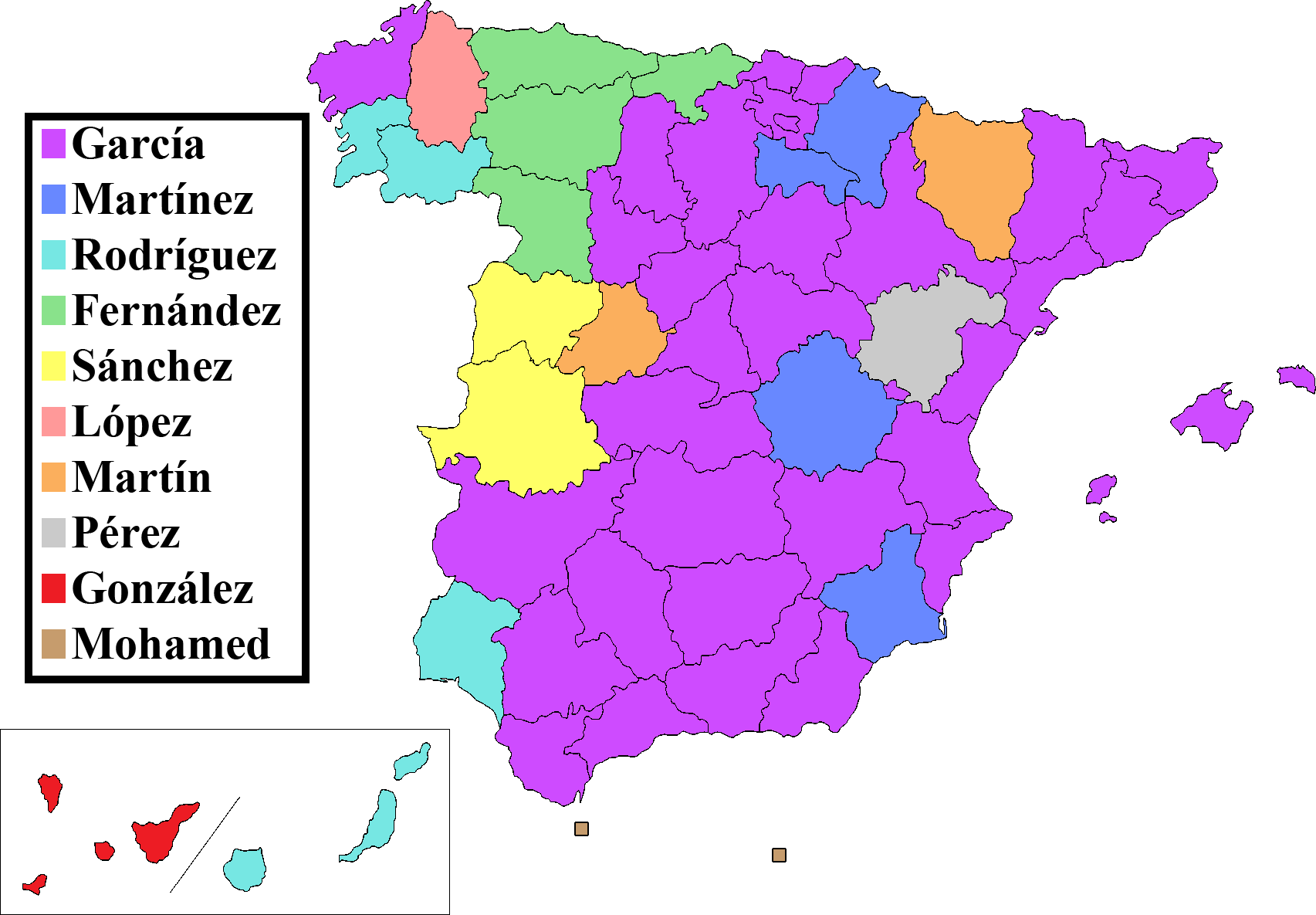
Карта, отражающая наиболее распространённые фамилии в различных испанских провинциях

Испанские имена состоят из трёх основных элементов: личного имени (исп. nombre de pila) и двух фамилий (apellido). Особенностью структуры испанского имени является наличие сразу двух фамилий: отца (apellido paterno, primer apellido) и матери (apellido materno, segundo apellido). Выбор личных имён в испаноязычных странах обычно определяется церковными и семейными традициями.

## Личные имена
Ребёнок при крещении получает, как правило, два личных имени от родителей. Первое имя должно соответствовать полу ребёнка, второе может быть любым. Традиция позволяет крестящему священнику, крёстным родителям, родственникам и просто друзьям семьи придумать и дать младенцу дополнительные личные имена, все они становятся сложным личным именем ребёнка при крещении. В повседневной жизни обычно используется одно, очень редко два из этих имён. Например, полное личное имя писателя Хорхе Луиса Борхеса Хорхе Франсиско Исидоро Луис, из которых он пользовался первым и четвёртым именами Хорхе Луис в своём литературном псевдониме, а для друзей и родственников он был просто Хорхе или Джорджи. Сейчас во многих юрисдикциях закон ограничивает количество личных имён, которые могут быть вписаны в документы гражданина, в частности, Испания позволяет в официальных документах только два личных имени.

### Хосе и Мария
Подавляющее большинство населения испаноязычных стран — католики латинского обряда, и основным источником испанских имён является Библия. Из-за особого почитания в католической традиции девы Марии и святого Иосифа очень большое количество испанских личных имён содержат хотя бы одно из двух имён: Мария или Хосе (Иосиф), а иногда и оба одновременно, причём в имени девочек их порядок чаще всего Мария Хосе, а у мальчиков Хосе Мария.
Называя девочку Марией, родители часто добавляют к имени святой какой-нибудь из канонических эпитетов: María de los Dolores — Мария скорбящая, María de las Mercedes — Мария милостивая, María de la Soledad — Мария одинокая, María del Carmen — Мария Кармельская и т. п. Женщины с такими именами чаще всего сокращают их до второй части и называют себя соответственно Доло́рес, Мерсе́дес, Соледа́д и Ка́рмен.

## Фамилии
В современных испаноязычных странах у большинства их граждан фамилия состоит из двух частей, называемых первая фамилия (apellido primero) и вторая фамилия (apellido segundo). Например, полная фамилия Фиделя Кастро — Кастро Рус, где Кастро — первая фамилия, а Рус — вторая. В повседневной жизни практически всегда используется только первая фамилия, вторая опускается, и получается знакомое нам имя Фидель Кастро. Это правило одинаково применимо как к мужским фамилиям, так и к женским, в частности, из двух своих фамилий Крус Санчес Пенелопа Крус широко употребляет только первую. Однако известные люди с очень распространённой первой фамилией часто предпочитают пользоваться обеими фамилиями сразу или только второй (то есть материнской) фамилией: например, Федерико Гарси́а Лорка или Пабло Руи́с Пика́ссо.
Принятому в русскоговорящей среде обращению по имени и отчеству соответствует обращение по первой фамилии: уважаемый Кастро, сеньора Крус, Гарсия и т. д. Принцип обращения к человеку на «Вы» или по фамилии заметно отличается от современного русского.

### Образование фамилий
Две части своей фамилии ребёнок получает при рождении, как правило, по фамилиям своих родителей. Поэтому первая фамилия также очень часто называется отцовской (apellido paterno), а вторая — материнской (apellido materno). Например, Эрнесто Гевара де ла Серна (более известный как Че Гевара) получил свои фамилии от отца Эрнесто Гевары Линча и матери Селии де ла Серна-и-Льосы. Современные юридические нормы многих испаноязычных стран, в том числе Испании, позволяют родителям по обоюдной договорённости поменять порядок фамилий при регистрации рождения ребёнка, однако на практике эта возможность используется редко.
При написании фамилии могут разделяться союзом «и» (исп. y), например, президент Венесуэлы Уго Рафаэль Чавес Фриас мог бы писать свою фамилию как Чавес-и-Фриас (в оригинале такие фамилии пишутся без дефиса), но в наши дни это считается очень старомодным и используется практически исключительно лицами дворянского происхождения. Эту форму написания обеих фамилий использовал испанский философ Хосе Ортега-и-Гассет (José Ortega y Gasset).

### Изменения при замужестве
Выходя замуж, женщины, как правило, не меняют свои фамилии. Например, выйдя замуж за мужчину по имени Хулио Хосе Иглесиас де ла Куэва, девушка по имени Мария Исабель Прейслер Аррастиа сохранит своё имя и обе фамилии, и все вокруг по-прежнему будут звать её Исабель Прейслер. Когда же у неё в этом браке родился сын, названный Энрике Мигель, он получил от родителей фамилии Иглесиас Прейслер.
Фамилия мужа, однако, может быть добавлена к имени Исабель Прейслер с помощью частицы «де», в очень формальной и церемонной обстановке. Например, на светской вечеринке она может быть представлена как «сеньора Исабель Прейслер де Иглесиас». Никакого юридического значения такое добавление не имеет.

### Исключения и ошибки
Из обычая употреблять в повседневной жизни только первую фамилию могут быть сделаны обоснованные исключения. Чаще всего такие исключения связаны с необходимостью лучшей узнаваемости имени. Например, перуанский писатель Марио Варгас Льоса подписывает книги обеими своими фамилиями Варгас Льоса, по-видимому, из-за широкой распространённости фамилии Варгас, однако персонал банка или гостиницы будет обращаться к нему «сеньор Варгас». Испанский художник и скульптор Пабло Руи́с Пика́ссо сделал своим творческим псевдонимом фамилию матери и потому известен нам как Пабло Пикассо, а не Пабло Руис или Пабло Руис Пикассо.
Иностранцы, в том числе англоязычные и русскоязычные, очень часто считают фамилией только последнюю часть имени. Это приводит к неверным сокращениям, если по какой-то причине используются обе фамилии. В частности, колумбийский писатель Габриэль Гарси́а Ма́ркес подписывал книги обеими фамилиями Гарсиа Маркес, по-видимому, просто потому, что фамилия Гарсиа очень распространена в испаноязычном мире. Но в статьях и обзорах на других языках его фамилию сокращают до Маркес, что неверно, хотя уже и вошло в русскоязычной литературе в традицию. Компромиссом, позволяющим не делать эту ошибку и не нарушать традиции, по-видимому будет написание полной фамилии Гарсиа Маркес во всех случаях.
Описанные правила устоялись сравнительно недавно, в XVIII веке, поэтому нередки случаи, особенно в прошлом, когда у одного человека было более двух фамилий. Такие фамилии популярны среди знати и басков. Например, конкистадор Эрна́н Корте́с имел сразу четыре фамилии — Кортес де Монрой (от отца Мартина Кортеса де Монрой) и Писарро Альтамирано (от матери Каталины Писарро Альтамирано). Также между фамилиями может быть частица «де» или её комбинация с артиклем («ла», «лас», «лос»). Вторая фамилия может образовываться от названия пункта проживания либо рождения, как, например, Ва́ско Ну́ньес де Бальбо́а.
В русском языке служебный элемент «и» в испанских фамилиях выделяется дефисами: Хосе Ортега-и-Гассет, Риего-и-Нуньес. В оригинальном испанском написании этих дефисов нет.